# Michael Droese
Michael Droese (República Democrática Alemana, 9 de agosto de 1952) fue un atleta alemán especializado en la prueba de 4 x 100 m, en la que consiguió ser medallista de bronce europeo en 1974.

## Carrera deportiva
En el Campeonato Europeo de Atletismo de 1974 ganó la medalla de bronce en los relevos 4 x 100 metros, con un tiempo de 38.99 segundos, llegando a meta tras Francia e Italia, siendo sus compañeros de equipo: Manfred Kokot, Siegfried Schenke y Hans-Jürgen Bombach.